# Марк Клавдий Марцел (консул 222 пр.н.е.)
Вижте пояснителната страница за други личности с името Марк Клавдий Марцел.
Марк Клавдий Марцел (на латински: Marcus Claudius Marcellus; * 268 пр.н.е.; † 208 пр.н.е. при Венузия) e политик и генерал на Римската република през 3 век пр.н.е. по време на Втората пуническа война, завоевател на Сиракуза и консул.
Марцел се бие в Сицилия против Хамилкар Барка. През 222 пр.н.е. той е избран за консул заедно с Гней Корнелий Сципион Калв и се бие в Галия против инсубрите, при което печели spolia opima за трети и последен път в римската история, като убива противниковия вожд Виридомар или Вирдумар.
През 216 пр.н.е. след битката при Кана той става командир на остатъка от римската войска в Канузиум и спасява Нола. През 215 пр.н.е. той е суфектконсул. През 214 пр.н.е. Марцел е избран за консул с Квинт Фабий Максим Верукос и обсажда две години Сиракуза по време на бунта там.
През 210 пр.н.е. той е отново консул. През 209 пр.н.е. e проконсул и напада Ханибал при Венузия. През 208 пр.н.е. е за пети път консул. Те са нападнати ненадейно, когато отиват с колегата му на проучване около Венузия и той е убит.